# Tillandsia caulescens
Tillandsia caulescens är en gräsväxtart som beskrevs av Adolphe-Théodore Brongniart och John Gilbert Baker. Tillandsia caulescens ingår i släktet Tillandsia och familjen Bromeliaceae. Inga underarter finns listade i Catalogue of Life.

## Bildgalleri

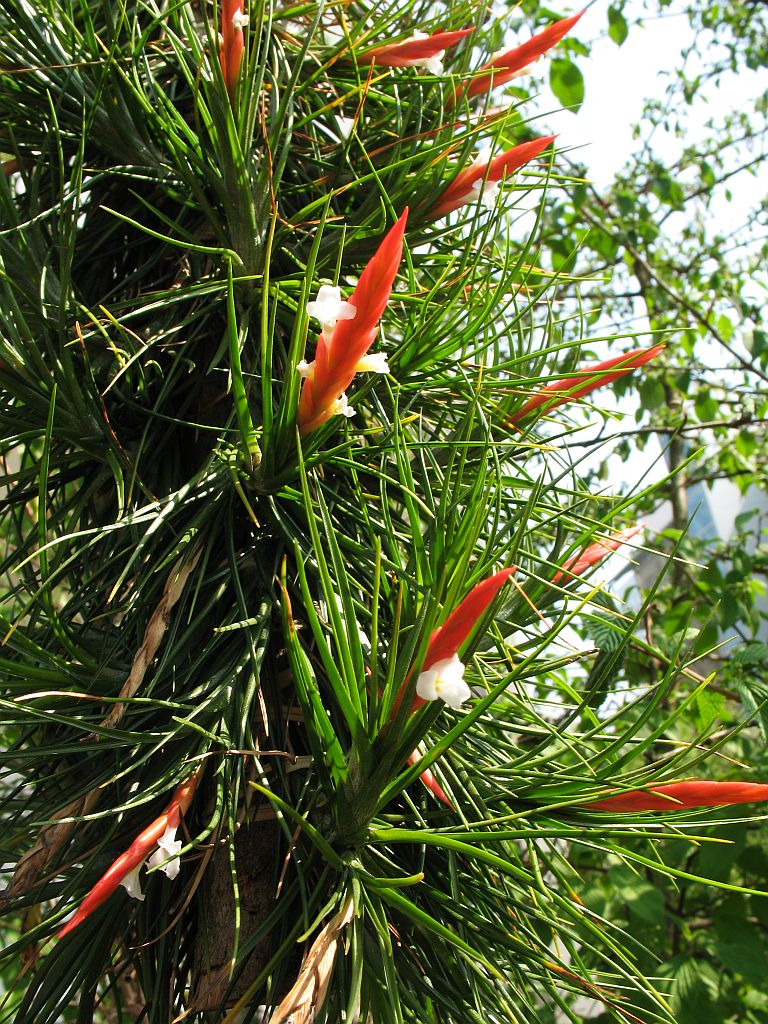
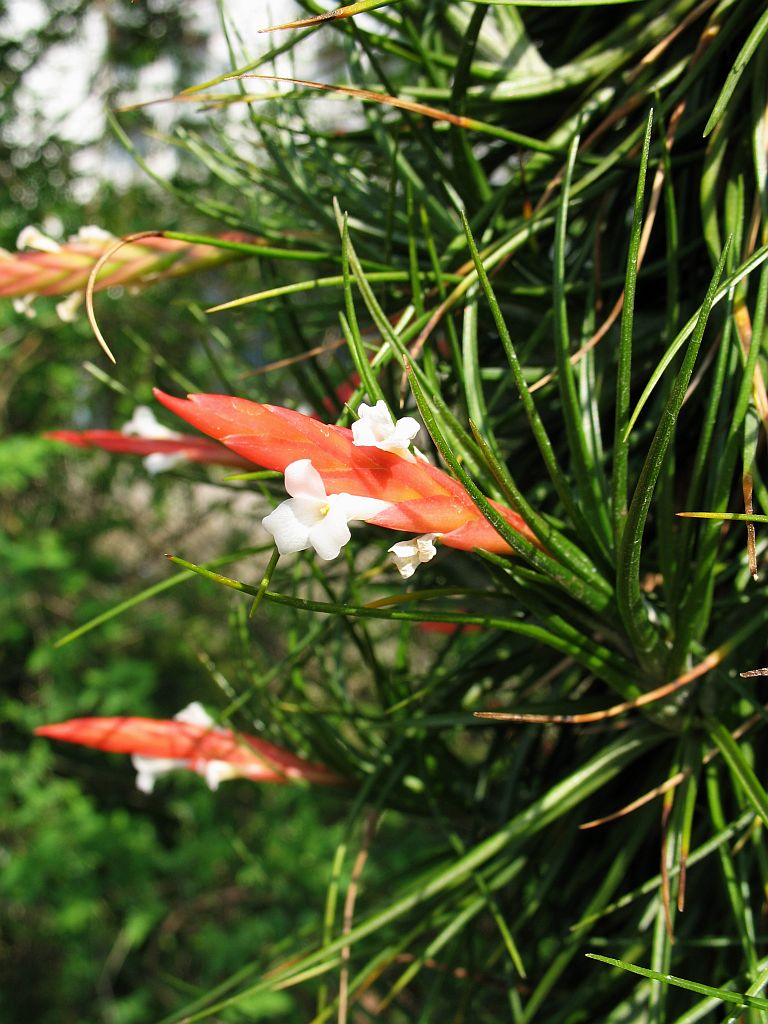
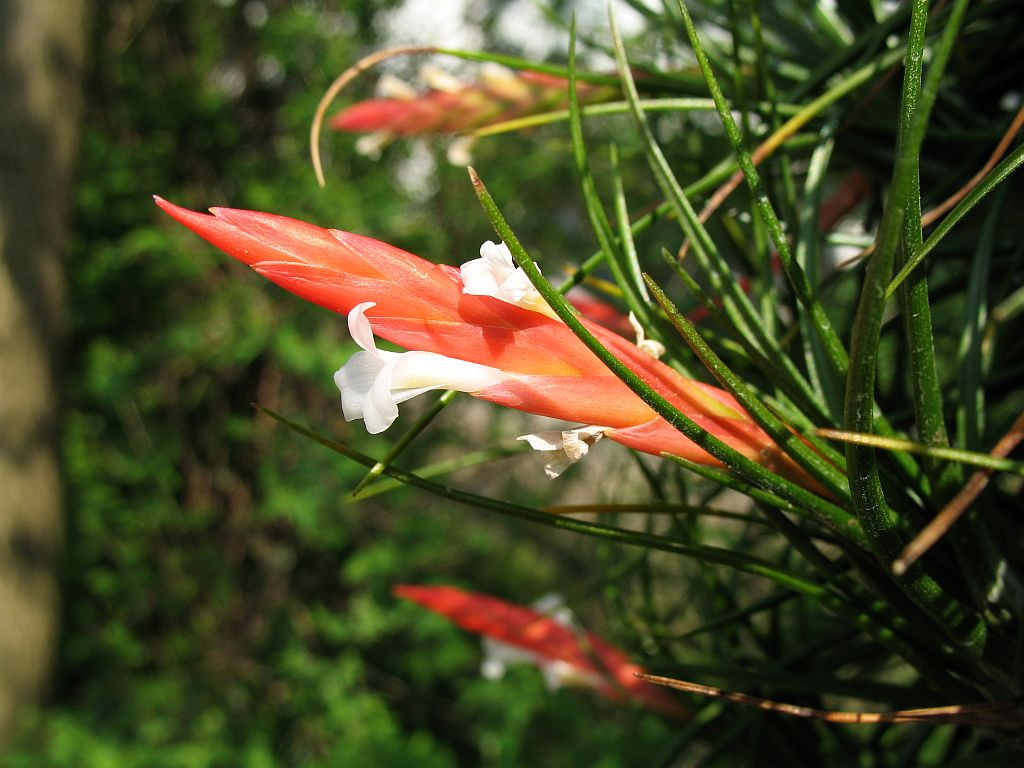